# 山田わか

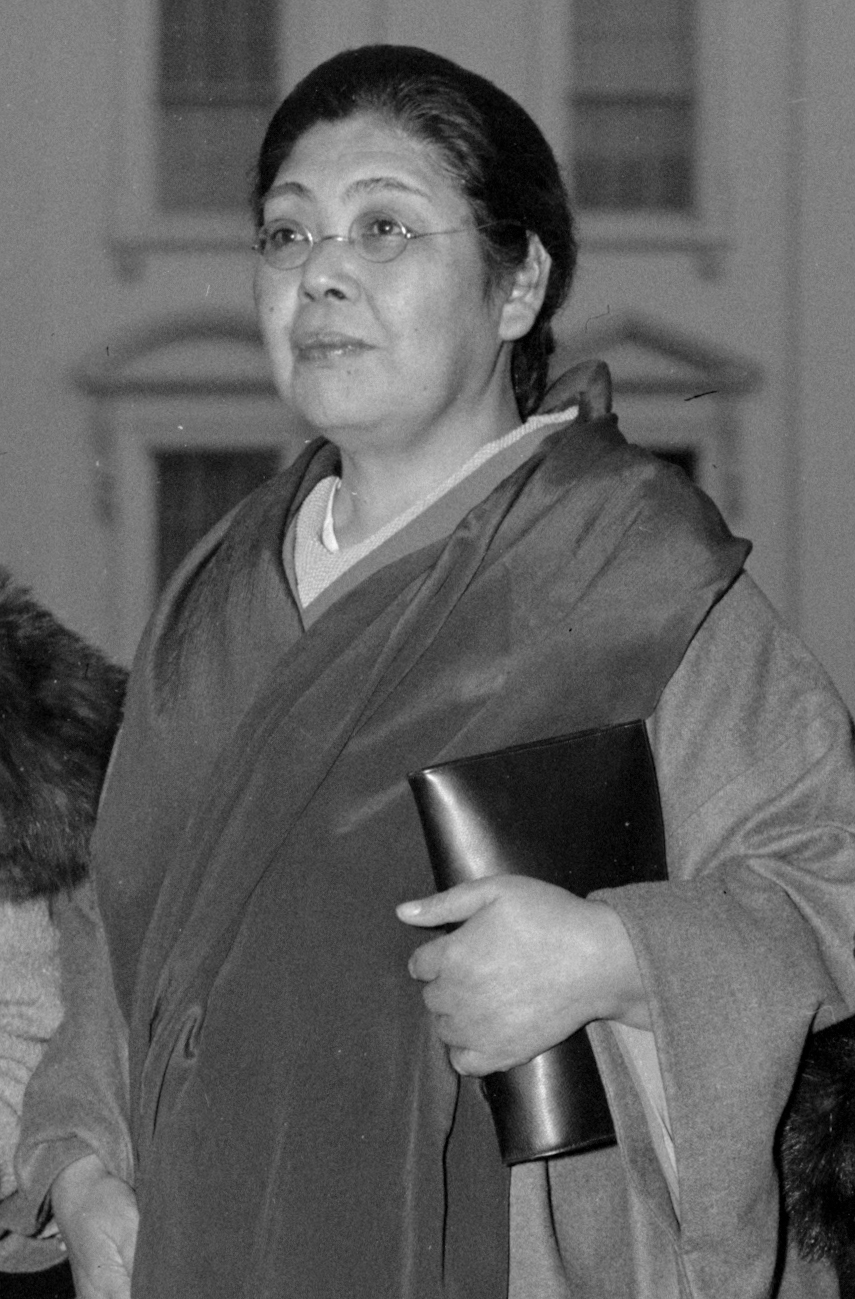
1937年12月7日、エレノア・ルーズベルトと懇談のためホワイトハウスを訪れた際の山田わか

山田 わか（やまだ わか、1879年（明治12年）12月1日 - 1957年（昭和32年）9月6日）は女性運動家、母子福祉活動家、思想家、教育者。思想・教育・文芸・婦人問題評論家。
旧姓は浅葉。神奈川県出身。

## 略歴
わかは1879年（明治12年）、神奈川県三浦郡久里浜村（現在の横須賀市久里浜）で浅葉弥平治とミヱの3女として生まれた。浅葉家は久村の名主を務めた豪農で、屋号を「森の家」といい、見事な屋敷林があった。わかは、子供のころは優しく、朗らかで、利発な子であった。尋常小学校を優秀な成績で卒業し進学を強く望んだが、「女に学問はいらない」という時世、高等小学校への進学はさせてもらえず子守りや畑仕事などの家事の手伝いをし、16歳で他家へ嫁いだ。ところが、生家を継いだ長兄の代に実家は財を失い、実家を救おうと奔走するが婚家からの助けは得られなかった。18歳のころ、守銭奴の夫と別れて1897年（明治30年）渡米、しかしだまされてシアトルで苦界に身を沈めていたとき、1900年（明治33年）に新聞記者・立井信三郎に救われて、サンフランシスコに脱出。その後サンフランシスコのキリスト教長老派教会のミッション・ハウス（のちに「キャメロン・ハウス」とよばれるようになった救済施設）に身を寄せ、キリスト教に入信し通訳として働く。1903年（明治36年）に、社会学者山田嘉吉の英語塾へ入り翌年結婚。1906年（明治39年）に帰国、東京四谷区に居住。
嘉吉の下でスウェーデンの社会思想家エレン・ケイ（1849-1926）の母性主義の思想にふれ、以後、妊娠・出産・育児にあたる母親を国家により保護する、すなわち国による母性の保護を思想信条とした。嘉吉の外国語塾の塾生・大杉栄を通じて知った平塚らいてうの『青鞜』誌上にエレン・ケイ、オリーブ・シュライナーなどの翻訳や、小説、随筆を寄稿、新婦人協会の設立時には評議員の一人として参加。また1934年（昭和9年）5月、母性保護法制定促進婦人連盟（翌年4月、母性保護連盟と改称）が結成されると初代委員長に就任。
運動の成果は、1937年（昭和12年）3月に「母子保護法」の成立として結実する。なお、国家による母性保護を「奴隷道徳」「依頼主義」と難じ「女子の徹底した独立」を唱える与謝野晶子、社会主義者の山川菊栄らの批判に対し、平塚らいてうと共に激しく反駁、母性保護論争と呼ばれる論戦を展開した。

## 業績

### 評論家
1906年（明治39年）、夫の嘉吉が開いた「山田外国語塾」には大杉栄がおり、後に平塚らいてう、市川房枝、伊藤野枝、吉屋信子らが集まった。わかは、1911年（明治44年）に創刊された雑誌「青鞜」の1913年（大正2年）11月号に南アフリカの思想家オリブ・シュライネルの「若き愛と智の自覚」（三つの夢）の翻訳エッセイを載せた。これを機に青鞜社のメンバーの一人となったわかは、以降「青鞜」誌上へ、シュライネルの翻訳文を積極的に投稿した。その後もアメリカの社会学者ウォードの論文「女子の教育について」やスウェーデンの思想家エレン・ケイの「児童の世紀」といった翻訳文をのせる他「感想・評論」文ものせるようになった。「青鞜」誌上に多様な文筆活動を始めたわかは、次第に新進の女流評論家として認識されるようになっていった。雑誌「青鞜」はわかの参加により、それまでの“文学誌的傾向”から次第に“女性解放誌的傾向”に移行して行き、やがて日本最初の女性解放運動の基礎となる「新婦人協会」を誕生させることとなった。山田わかが女流評論家として世にあまねくしられる存在になったのは「東京朝日新聞」の「女性相談」欄の回答者となり大衆の心の奥底にふれた答えを返すことによるものであった。

### 母性保護運動・母子福祉活動
1916年（大正5年）2月に「青鞜」が廃刊となり、それまでの「青鞜」メンバーはある者は母性保護運動に、ある者は婦人参政権運動に、そしてまたある者は社会主義的婦人運動へとおのおのが自身の主張した方向へとその舵を取っていったのである。母性保護論争は1918年（大正7年）、与謝野晶子、平塚らいてう、山田わか、山川菊栄が参加し、約1年に亘り繰り広げられ、論争は四つ巴となって展開して行った。その争点は「女性の育児と就労は両立できるか」にあり、晶子は両立可能とし、母子に対する国の経済的保護は必要ないとした。らいてう、わかは両立は不可能とし国の保護の必要を訴えた。この母性保護論争を発端にわかは1934年（昭和9年）、母性保護連盟の初代委員長になった。この母性保護連盟における活動はわかの社会事業への船出となり、委員長就任の翌年、社団法人「母を護るの会」を立ち上げる。
その後、母子保護法公布（1937年（昭和12年））の2年後の1939年（昭和14年）には困窮母子を支える「幡ヶ谷母子寮」と「幡ヶ谷保育園」を完成させた。1945年（昭和20年）の東京大空襲で施設も自宅も灰になり、街には浮浪児や売春婦があふれ大きな社会問題になっていた。そんな折、連合軍総司令部は「公娼制度廃止」の方針を示した。これを機にわかは、1947年（昭和22年）、婦人保護施設「幡ヶ谷女子学園」の名で施設を再開した。なお、戦時の日本やドイツのナチズムなどを礼賛するなど、重大な問題を残した。1952年（昭和27年）「母を護るの会」の看板が「婦人福祉会」になった後も理事長職にあったが1957年（昭和32年）9月にその生涯を閉じた。享年77歳。

## その他の活動
- 1931年（昭和6年）5月から東京朝日新聞家庭面の女性相談欄を担当。評論活動を開始。1932年（昭和7年）3月30日付紙面に掲載された「家に押し入ってきた強盗によって妊娠させられてしまった女性」からの相談に対して、「子供を生んで育てるように」と回答し、大きな反響を呼び起こした。[要出典]
- 主婦の友社社長石川武美の要請を受け、同社顧問となる。1937年（昭和12年）に遣米婦人使節として渡米12月7日にワシントンのホワイトハウスで大統領夫人アンナ・エリノア・ルーズヴェルトに会見した。1941年（昭和16年）3月には親善使節としてドイツ及びイタリアを訪問した。[要出典]
- 1935年（昭和10年）母性保護運動推進のため、財団法人「母を護るの会」を創設する。
- 1942年（昭和17年）『戦火の世界一周記』の刊行などに見られるように、戦時国家の日本、ドイツのナチズム等による母子福祉などを礼賛する。
- 1947年（昭和22年）東京都の要請により、施設の機能を転換し都条例に基づく婦人更生施設幡ヶ谷女子学園の事業を開始する。
- 1957年（昭和32年）売春防止法の施行により、若年女子の転落未然防止活動としての女子の保護更生事業へと事業を進める。
- 1974年（昭和49年）婦人保護施設「幡ヶ谷女子学園」の事業を廃止し、都の要請により児童福祉施設に転換する。（主に高校生を処遇する養護施設「児童養護施設 若草寮」として事業を開始する。事業内容の変更に伴い法人名を「社会福祉法人わかくさ会」に変更する。

## 著書
- 1919年『女・人・母』、森江書店
- 1920年『婦人の解放と性的教育』、東洋出版
- 1920年『愛と生活と』、三徳社
- 1920年『恋愛の社会的意義』、東洋出版社
- 1920年『愛と生活と婦人と社会問題』
- 1920年『社会に額ずく女』、耕文堂
- 1922年『家庭の社会的意義』、近代文明社
- 1927年『昭和婦人読本（処女編）』、文教書院
- 1927年『昭和婦人読本（家庭編）』、文教書院
- 1927年『現代婦人の思想とその生活』、文教書院
- 1932年『新輯女性読本』、文録社
- 1936年『私の恋愛観』、協和書院
- 1937年『女性読本』、文録社
- 1942年『戦火の世界一周記』、主婦の友社
- 1942年『戦時下独逸国民生活』「旬刊日本講演」
- 1993年『婦人と新日本』（復刻版）7巻揃、クレス出版
- 1993年『婦人と新社会』（復刻版）第1〜10号、クレス出版

## 訳書
- 1920年『若き愛と智の自覚』 オリブ・シュライネル著、日本社
- 1920年『八時間労働の理論と実際』 エドナー・ウィバー著、東洋出版社
- 1928年『女』 マグダレン・マルクス著

## 関連人物
- 平塚らいてう
- 与謝野晶子
- 大杉栄
- 伊藤野枝
- 山川菊栄
- 市川房枝

## メディア・ミックス

### 演劇等
- 『あめゆきさん』TBS長編大作ドラマ（1979）三田佳子、山田五十鈴、秋吉久美子ら
- 『百年の夢』［わかと嘉吉と信三郎の物語］（2019）演劇集団THE素倶楽夢　Akira＆YOSHIMIら

## 参照・出典
1. ↑  “Cameron House”. Cameron House. 2022年7月2日閲覧。
2. ↑  母性保護連盟が法案通過祝賀会開く『東京朝日新聞』（昭和12年4月2日）『昭和ニュース事典第6巻 昭和12年-昭和13年』本編p684
3. ↑  望月雅和編著『山田わか　生と愛の条件』現代書館。
4. ↑  山崎朋子『あめゆきさんの歌』文藝春秋。